# Rainbow in the Sky
Rainbow in the Sky is een nummer van de Nederlandse happy-hardcore-dj Paul Elstak uit 1995.
Het nummer is een van de grootste hits van Elstak en wordt beschouwd als een van de grootste happy-hardcorehits van de jaren 90. In de Nederlandse Top 40 haalde het nummer de 3e positie en in de Vlaamse Ultratop 50 haalde het de 33e positie.
Het is gebaseerd op de track "The Sunshine After the Rain (Two Cowboys Mix)" van "New Atlantic and U4EA feat. Berri" uit 1994.
Deze track was op zich weer gebaseerd op "Sunshine After the Rain" van Elkie Brooks uit 1977.
De zangeres van het nummer was Ingrid Simons, maar in de videoclip was Shaydie als zangeres te zien. 
Dit nummer werd gebruikt in de populaire online flash game "Super Drift 3D" als de soundtrack van de "Coastal City" track.

## NPO Radio 2 Top 2000
| Nummer met noteringen in de NPO Radio 2 Top 2000 | '15 | '16 | '17 | '18 | '19 | '20 | '21 | '22 | '23 | '24 |
| ------------------------------------------------ | --- | --- | --- | --- | --- | --- | --- | --- | --- | --- |
| Rainbow in the Sky                               | 765 | 615 | 532 | 446 | 386 | 449 | 412 | 366 | 369 | 266 |

1. ↑  Een vetgedrukt getal geeft de hoogste notering aan.
2. ↑  2015 was het eerste jaar met een notering voor dit nummer.